# D338 (Rhône)
De D338 is een departementale weg in het Franse departement Rhône. De brede en druk bereden weg loopt van Villefranche-sur-Saône naar de N7 bij Pontcharra-sur-Turdine. De lengte is ongeveer 24 kilometer.